# ثابت گرانش

ثابت گرانش (به انگلیسی: Gravitational constant) ثابتی است که در قانون جهانی گرانش نیوتن و در نظریه نسبیت عام انیشتین ظاهر می‌شود. در هر نظریه مربوط به ساختار اجسام بزرگ و تکامل جهان (مانند کیهان‌شناسی) این ثابت نقش زیادی دارد.
ضریب G ضریب جاذبه عمومی نیوتن نام دارد و مقدار آن در سیستم SI برابر است با:{\displaystyle 6{.}67\;408(31)\;\times 10^{-11}\mathrm {\frac {m^{3}}{kg\ s^{2}}} }

## تاریخچه
شصت سال از مرگ نیوتن گذشته بود که هنری کاوندیش قانون گرانش را از طریق تجربی و به کمک یک ترازوی دوار در آزمایشگاه تأیید کرد. در این آزمایش همچنین اندازه عددی ثابت گرانش G برای نخستین بار به دست آمد. نخستین اندازه‌گیری دقیق را کاوندیش در سال ۱۱۷۷/۱۷۸۹ انجام داد در قرن ۱۹ نیز پوئین تینگ و بویز اصلاحات مهمی در این اندازه‌گیری انجام دادند.
در سال ۱۷۷۴، نِویل مسکلین (Nevil Maskelyne) با اندازه‌گیری میزان انحراف خط شاغول نسبت به شیب کوه شیهالیون (Schiehallion) در اسکاتلند (حدود ۱۱ ثانیه قوسی) توانست نیروی جاذبه بین گلوله سربی شاغول و کوه را اندازه بگیرد. او در ابتدا علاقه‌مند بود از این نتیجه برای اندازه‌گیری چگالی متوسط زمین استفاده کند. شیهالیون با ۱۰۸۱ متر ارتفاع، شکلی بسیار منظم دارد و مسکلین توانست جرم کوه را تخمین بزند و به دنبال آن به عددی برای G برسد. اما مقادیری که او برای G و چگالی متوسط زمین (۴۴۰۰ کیلوگرم بر متر مکعب) به دست آورد چندان صحیح نبود. بعداً در سال ۱۷۹۸، هنری کاوندیش (Henry Cavendish) اولین شخصی بود که G را در آزمایشگاه، و با کمک تجهیزاتی که توسط جان میشل (John Mitchell) طراحی شده بود، اندازه گرفت. میشل یک ترازوی پیچشی بسیار حساس ساخته بود. این ترازو متشکل بود از یک میله افقی با دو گلوله کوچک سربی در دو انتها که از وسط توسط سیم پیچشی آویزان بود. گلوله‌های بزرگ سربی در همان صفحهٔ افقیِ گلوله‌های کوچک به آنها نزدیک می‌شدند، به طوری که نیروی جاذبه بین گلوله‌ها سیم را در یک جهت می‌پیچاند. این نیرو با نیروی پیچشی سیم به تعادل می‌رسید. در آزمایش دیگر، نیروی لازم برای پیچش سیم، با اندازه‌گیری نوسان آزاد میله حول محور سیم، به‌دست می‌آمد. کاوندیش مقدار G را {\displaystyle 6.75\times {{10}^{-11}}{m^{3} \over {{kg}{\cdot }{s^{2}}}}} به دست آورد.

## اطلاعات اولیه
اهمیت ثابت‌های بنیادی فیزیک به همین‌جا ختم نمی‌شود، بلکه این ثابتها دارای مفاهیم فیزیکی هستند و نیز می‌توان از ترکیب آنها به کمیت‌های با ارزش فیزیکی دست یافت. به عنوان مثال، می‌توان از ترکیب سه ثابت معروف مانند ثابت پلانک (h)، سرعت نور (C) و ثابت گرانش، زمان پلانک را به دست آورد.

### کتابشناسی
- فرانک ج. بلت (۱۳۷۴)، فیزیک پایه، ج. اول، ترجمهٔ مهران اخباریفر، انتشارات فاطمی
- موریسون، ایان. درآمدی بر نجوم و کیهان‌شناسی. ترجمهٔ غلامرضا شاه‌علی. شیراز: ارم شیراز. شابک ۹۷۸-۶۰۰-۶۰۳۶-۲۵-۰.